# Braselton
Braselton – miasto w Stanach Zjednoczonych, w stanie Georgia, w hrabstwie Barrow.